# Tatra T4
I tram tipo T4 erano una serie di vetture tranviarie prodotte dal 1967 al 1986 dalla casa cecoslovacca ČKD Tatra. Furono progettati sulla base del modello T3, ma con una cassa più stretta (2200 mm contro 2500).

## Tipi

### T4D
Si trattava della versione per le reti della Repubblica Democratica Tedesca; furono costruiti 1.766 esemplari dal 1967 al 1986, per le reti tranviarie di Dresda, Halle (Saale), Lipsia e Magdeburgo.

### T4SU
Si trattava della versione per l'esercizio sulle reti a scartamento ridotto dell'Unione Sovietica; le vetture furono costruite in 431 esemplari dal 1971 al 1979, per le reti di Kaliningrad, Leopoli, Liepāja, Tallinn, Vinnica e Žitomir.

### T4R
Si trattava della versione per l'esercizio sulle reti della Romania; le vetture furono costruite in 321 esemplari dal 1973 al 1981, per le reti di Arad, Brăila, Bucarest, Galați e Iași.

### T4YU
Si trattava della versione modificata per l'esercizio sulle reti della Jugoslavia; le vetture furono costruite in 117 esemplari dal 1972 al 1983, e fecero servizio nelle città di Belgrado e Zagabria.